# Hunter Corbett
Pour les articles homonymes, voir Corbett.
Hunter Corbett (chinois : 郭 显 德, pinyin : Guō Xiǎndé) (1835-1920) est un missionnaire protestant américain qui est le pionnier de la Mission presbytérienne américaine à Yantai, dans le Shandong en Chine, avec John L. Nevius et Calvin W. Mateer. À sa mort, après 56 ans de ministère, l'église presbytérienne chinoise de cette province comptait 343 paroisses et 15 000 membres.

## Biographie
Hunter Corbett est né à Leatherwood, dans le Comté de Clarion, en Pennsylvanie le 8 décembre 1835. Il est le fils de Ross Mitchell Corbett et de son épouse Fannie Culbertson Corbett née Orr. Il fait ses études à Jefferson College à Canonsburg (collège aujourd'hui connu sous le nom de Washington & Jefferson College (en)) dont il sort diplômé en 1860. Il entre ensuite au Western Theological Seminary à Allegheny, où il étudie la théologie pendant 2 ans avant de conclure ce cycle d'études par une année finale à la faculté de théologie de Princeton, dont il obtient le diplôme en 1863. En 1886, le Washington and Jefferson College lui décernera un doctorat de théologie honoris causa.
En 1863 Hunter Corbett est non seulement diplômé mais encore il est consacré pasteur de l'Église presbytérienne aux États-Unis d'Amérique, puis il se marie avec Elizabeth "Lizzie" Culbertson, et enfin il s'embarque pour la Chine début juillet avec sa jeune épouse, après avoir été appelé comme missionnaire par la Mission presbytérienne américaine. Il arrive à Chefoo au début de l'hiver et s'engage immédiatement dans la prédication de rue et dans l'enseignement, créant des écoles dans la ville et dans les campagnes environnantes. Il fonde alors l'école Yi Wen (Boys Academy/Hunter Corbett Academy) qui formera des centaines d'enseignants et de prédicateurs pour l'église de la région du Shantung. Cette école deviendra en 1928 la Cheeloo University (en), qui fut la première université ouverte en Chine. En 1866 il fonde l'église de Temple Hill à Chefoo.
Avec ses collègues Calvin Wilson Mateer et John Nevius, Corbett développe les méthodes innovantes qui vont permettre de dynamiser au maximum l'évangélisation en Chine du nord et de faire du Shandong la plus importante mission presbytérienne en Chine. Il se livre notamment à de longues tournées dans les régions rurales au lieu de se concentrer sur la ville, au point d'être surnommé le "pérégrinateur infatigable" (indefatigable itinerator). Aux difficultés du voyage par les chemins de la Chine rurale, parfois à pied, parfois à cheval et parfois en charrette, s'ajoute le risque d'incidents de parcours divers où il lui arrive d'être chassé à coups de pierre. Autre innovation, il utilise des expositions pour attirer du monde : après son culte dans un théâtre qu'il louait, il ouvrait les portes d'une arrière-salle dans laquelle se trouvait une collection de curiosités venues du monde entier. En 1900, 72 000 personnes avait écouté ses sermons et visité son musée. Le couronnement de son ministère fut l'organisation d'un consistoire dans le Shangdon pour en unir les différentes paroisses.
Après 56 ans de ministère en Chine, Hunter Corbett décède à Chefoo (aujourd'hui Yantai) le 7 janvier 1920.

## Postérité
À sa mort, après 56 ans de ministère, l'église presbytérienne chinoise de cette province comptait 343 paroisses et 15 000 membres.
Sa troisième épouse, Helen Sutherland Corbett, lui survécut et mourut en 1936.
En 1907, une de ses filles, Grace Corbett, épouse Ralph C. Wells (1877–1955), également missionnaire en Chine.

## Ouvrages
- Twenty-five years of missionary work in the province of Shantung, China : Author: Hunter Corbett,OCLC Number: 21833096
- A Record of American Presbyterian Mission Work in Shantung Province, China, 1861-1913 : Author: Hunter Corbett Book- (ISBN 0-524-07860-2),  (ISBN 978-0-524-07860-0)
- 聖會史記 : [2卷] / Sheng hui shi ji : [2 juan] : Book -Chinese, Author- 郭顯徳撰. ; Hunter Corbett